# Fløtemysost
Der Fløtemysost (Rahmmolkenkäse) ist eine halbfeste norwegische Käsesorte, die zu den Braunkäsen gehört. Bei der Herstellung wird Molke mit Rahm und Kuhmilch versetzt und eingekocht, bis der Milchzucker karamellisiert. Der Käse schmeckt wie alle Molkenkäse süßlich nach Karamell mit einer leicht sauren Note. Da keine Ziegenmilch verwendet wird, ist er milder als andere Braunkäsesorten.
Der Fettgehalt der klassischen Sorte liegt bei 33 %. Daneben gibt es auch eine fettreduzierte und eine stärker gesüßte Variante.